# Castello di Varrich
Il castello di Varrich è una fortificazione presente nella parte settentrionale delle Highlands scozzesi presso il villaggio di Tongue. Il castello, conosciuto col nome gaelico di Caisteal Bharraich, è posto in cima ad uno sperone di roccia naturale sovrastante sia il Kyle of Tongue che lo stesso villaggio di Tongue. Le origini precise del castello sono ad ogni sconosciute.

## Storia
Il castello fu l'antica sede del capo del Clan Mackay anche se l'area sembrerebbe abitata da tempi addirittura antecedenti ad un millennio fa. Sotto la superficie del castello, infatti, si trovano lunghe caverne un tempo abitate dai membri del clan, poi trasferitisi in alcune primitive fortificazioni realizzate, espanse poi nei secoli sino al compimento del castello nel XIV secolo.
I muri oggi rimasti hanno uno spessore di 1,4 metri e sono stati costruiti con blocchi di pietra squadrati che sono ancora oggi praticamente intatti, considerando l'antichità del sito ed il clima del luogo.
La struttura del castello disponeva di due piani e di un attico finale. Il piano terra era usato perlopiù come stalla e vi si aveva accesso attraverso un portale in pietra ancora oggi esistente sul lato nord. Per il collegamento col piano superiore, l'ingresso era dall'esterno e non vi erano scale in pietra ma venivano probabilmente sfruttate scale a pioli in legno, removibili per questioni di sicurezza. Sul muro est al secondo piano è stata ritrovata una finestra ad un camino che però caddero presto in disuso quando la sede del clan venne spostata a Tongue House. Il castello di Varrich si trova ad un'ora di cammino dal villaggio di Tongue e costituisce ancora oggi una delle principali attrazioni turistiche dell'area.
Il castello di Varrich è molto visitato in quanto offre una splendida visuale sulle montagne del Ben Loyal e del Ben Hope.